# Igor Demo
Igor Demo (Nitra, 18 september 1975) is een Slowaaks voormalig voetballer.

## Clubcarrière
Hij was een middenvelder die zijn carrière begon bij de club uit zijn geboortestad, FC Nitra. Hij speelde voor Slovan Bratislava voor hij in 1997 naar PSV verhuisde. Bij PSV speelde Demo in twee jaar elf wedstrijden. In 1999 ging hij naar Borussia Mönchengladbach waar hij zes seizoenen bleef. Na een periode bij Grazer AK sloot hij in 2006 zijn carrière af bij FC Nitra.

## Interlandcarrière
Demo speelde 24 keer voor het Slowaakse nationale elftal en scoorde daarvoor vier keer. Hij maakte zijn debuut voor de nationale ploeg op 2 februari 1997 in het vriendschappelijke duel in Cochabamba tegen Bolivia. Slowakije won dat duel met 1-0 door een doelpunt van Jozef Kožlej. Ook doelman Miroslav König (Slovan Bratislava) en verdediger Marek Špilár (FC Kosice) maakten in die wedstrijd hun debuut voor Slowakije.